# 周文偉
周文偉（英語：David Wenwei Chou，1953年10月20日—），英文名大衛·周，筆名周勝扁（意為「勝過陳水扁」），華裔美國公民，生於臺灣臺中市，台湾人，南加州教會槍擊案的現行犯。

## 生平
周文偉生長于台中眷村，父亲是1949年後隨中華民國政府遷台的军人，因此他自稱湘軍子孫。周文偉畢業於台中一中、逢甲大學，服義務兵役時考取預官，後留學美國，並取得美国硕士学位。少年時期，他自認因其外省人身份，導致個人的言論不被認同，在台灣不受歡迎。
周文偉曾為調酒師、大學講師，主要鑽研觀光、餐飲管理，撰寫过三本调酒书籍，分別是《調酒師的聖經》、《心靈調酒學》、《國際調酒學》，他在《調酒師的聖經》一書的序言中，提到促進兩岸統一。周文偉多次兼任教職，1991年到1992年曾在輔仁大學擔任「業界講師」，1992年至1994年曾任南台工商專校（現南台科大）觀光科主任，1994年至1995年期間兼任屏東技術學院生活應用科學系講師，因稱病曠職而被解任。2004至2006年在中華技術學院（現中華科技大學）任教。周文偉退休前，除台湾多所学府的任教经历外，2006年間还曾到中國無錫的江南大学任教過，主要授課科目皆为酒店管理。
離開江南大學後，周文偉離開中國，2008年移居美國，在佛罗里达州担任一家旅店的大堂经理，也當過吃到飽餐廳的管理人員。之後他曾居住在德克薩斯州。2009年，他前往內華達州拉斯维加斯擔任保安人員，他还做过司机、清潔人員、酒保及当地車輛監理所（Department of Motor Vehicles, DMV）的臨時翻譯員。2009年，周文偉在拉斯维加斯買下一整棟的公寓，共有十二戶單位房。除了自住，多數單位房租賃給房客，生活無虞。2012年4月3日，周文偉收租時被其拉美裔男女租客搶劫，導致其頭部受到重擊、左手和肋骨斷裂、右耳永久失聰。3天以後劫犯被抓獲，然而周文偉卻發現警探交還的財物中，原本包中他從其他幾位房客收的租金不翼而飛，他向警探問詢，警探否認，其後改口稱已將其上交檢查官。4月11日，檢察官傳訊周文偉，周向檢察官提及財物一事，檢察官表示未有收到過。此後，在檢察官追查下，租金才得以復歸周文偉。
往後，他通过持枪资格測驗而取得了美國的持槍執照，警方查到，他在2014到2021年间在五家不同的公司担任武装保安。
2018年，周文偉回臺中處理妹妹後事，此時的他特別標榜自己美國人的身分，自認是「愛鄉愛國的美籍台胞」。然而他在家門口貼上公告中，又透露自己是流浪美國，生活十分悽慘。周文偉稱，自己辜負父母鄉親，懇求寬諒。最後他也留下署名，「在台灣長大、正港的第一代台灣人，周文偉（湘軍難民）」。。
2019年周文偉加入統促黨，曾支持中國國民黨提名的韓國瑜參選2020年總統選舉，反對臺灣的民進黨執政，據認識他的人形容，平日看不出有特殊的政黨傾向，但若是談到關於政府公部門的事情就易情緒激動，因此朋友會刻意避談這一部分的話題。他擔任2019年4月成立的中國和平統一促進會拉斯維加斯分支會的理事，他被拍攝到在該會成立儀式上時還高舉挺韓打油詩海報，他以亢奮的語言引出標語，上方小字寫著對蔡英文的人身攻擊，周文偉並捐獻美金一萬元、《調酒師的聖經》一千冊給韓國瑜，他被稱為「堅定的韓粉」。2020年10月28日该会被美國國務院依法認定為受中國共產黨中央統戰部控制的外國代表機構。2022年枪击案发生后，该会会长顾雅文接受中国评论通讯社访问时称，周文伟2019年时因其身份和政治立场而得到欢迎，但是她在与其交流两次后就因其观点偏激而保持距离，2019年下半年后就再也没参加任何与该会相关的活动。
全美台灣同鄉會拉斯維加斯分會會長艾斯特·潘（Esther Pan）表示，周文偉長居拉斯維加斯，與同鄉會成員大多友好，儘管因參加「統一運動」的組織，認為台灣是中國的一部分，和多數成員認為台灣是獨立國家的立場相悖，但大家並不會因政治而爭吵。一名同鄉會熟人表示，和周文偉聊天時感覺他對人生非常消極，抱怨美國政府、台灣政府。這名熟人的妻子也是同鄉會成員，她向全國廣播公司NBC透露，周文偉的立場明顯，甚至在一場研討會上激動搶麥克風在台上喊出「我們全都是中國人」的言論，所有同鄉會成員都認為他這種情緒是不正常的；其中有人表示自己當時「覺得奇怪」，因周來自台灣，但自稱「中國人」，與在場的其他台灣人的身份認同不符。
2021年，周文偉的妻子李瑞紅（Crystal Juei-Hong Lee，音譯）因為肺癌末期，無力支出高額的醫療費用，在10月以五十多万美元出售了周文偉位于拉斯维加斯的公寓後，前往台湾就醫以使用全民健保，周文偉則以「租客」的身分居住在原本的屋子裏，周文偉的精神状况欠佳，心智能力亦似乎有减退的迹象，他抱怨美國人没有照料他的退休生活，他还曾在夏季于屋内开枪，有子弹飞入邻居家中，未造成人伤亡。
2022年初李瑞紅曾回美处理房产相关事宜，但在本案事發前，李瑞紅人在臺灣，並已入住加護病房。新屋主亞伯拉罕·巴侯姆（Abraham Barhoum），因為周文偉不付房租，在2022年2月對周文偉提告，並將他驱逐出去 。周文偉靠著美國方面的社會救濟金過活，偶爾以拉斯維加斯各大賭場的「臨時警衛」工作謀生，但因為年近七旬，逐漸失去工作機會，他一直責怪李瑞紅賣掉他的房屋，還有美國的政府辜負了他。他自稱离开拉斯维加斯，前往洛杉矶，临行前，曾对朋友说將所有財產都處理掉了，給了孩子和太太，以使自己變得“一無所有”，此后杳无音讯。
周文偉在2月搬進拉斯維加斯新住處，室友戴維斯（Jordin Davis）表示，周文偉自認是基督徒，還在車頂上用黑色膠布貼出一個十字架。他說兩人很少交談。在案發不到2個禮拜之前，周文偉唯一一次談到台灣。戴維斯表示，當時周文偉覺得台灣政府腐敗，而且不滿台灣人對政府的支持，「他讓自己看起來是一個政治難民。」同時周文偉也談到離開台灣的原因，是因為他不喜歡台灣的政治局勢，甚至表示不想和台灣有任何關係。

### 犯案
2022年5月14日，周文偉離開内華達州的住所，驅車270哩（435公里）前往南加州橙县拉古納伍茲爾灣。翌日他前往當地台灣長老教會舉行餐會的日内瓦教堂，携帶了兩把2把合法購買之9毫米單膛室手槍、15個裝滿子彈的彈匣、刀械、4個疑似自製汽油彈的爆裂物、鐵鍊、強力膠等，行前，他將曾寄出以「滅獨天使日記」為名的七冊影印文件及隨身碟給《世界日報》的洛杉磯分社，这些文件在5月16日送抵，世界日报将其移送警方并拒绝公开内容。他在車内留下表達政治仇恨的筆記，戴上内圍寫有筆名“周勝扁”三字寫的鴨舌帽。13時他開始進行槍擊，在場的醫師鄭達志上前制止不幸中彈身亡，此後在場教衆合力將其制服，這起案件共造成1死5傷。
2023年5月10日，大陪審團決定對周文偉提起包括仇恨犯罪、犯罪過程中使用武器、企圖炸毀建築等共98項罪名控罪。如果他的罪名成立，會被判死刑或終身監禁不得假釋。

## 文字注解
1. ↑  「正港」，台語，指「真正的」。